# Catephia susanae
Catephia susanae là một loài bướm đêm trong họ Erebidae.